# 후카사와 마키

후카사와 마키(일본어: 深澤 真紀, 1967년 - )는 일본 도쿄도 출신의 컬럼니스트, 편집자, 기획회사 '택트 플래닝'(Tact-Planning)의 CEO이다. 와세다 대학을 졸업했다.

## 같이 보기
- 초식남